# Чорна кам'яниця
Чо́рна кам'яни́ця, також кам'яниця Анчевських — житловий будинок № 4 на площі Ринок у Львові, архітектурна пам'ятка. Збудована у 1588—1589 роках у стилі ренесансу. Достовірне авторство не встановлено. Припускають, що участь у спорудженні будинку брали Петро Барбон, а пізніше Павло Римлянин. Також мистецтвознавець Владислав Лозинський помилково приписував авторство Чорної кам'яниці Петрові Красовському. У 1875—1877 роках відновлено аттик і портали, 1884 року надбудовано четвертий поверх. Фасад і фланкувальні пілястри вкриті тесаним каменем. Фасад оздоблено орнаментами й сюжетною різьбою. У «Чорній кам'яниці» від 1929 року міститься експозиція Львівського історичного музею.

## Походження назви
Свою назву Чорна кам'яниця одержала у XIX столітті через цілком прозаїчну причину: протягом століть свинцеві білила, які наносилися як ґрунт для поліхромії (багатоколірності), окислювалися під дією повітря і світла і таким чином утворився її таємничий чорний колір, який потім підтримувався поточними ремонтами, хоча у 60-ї роки XX століття в народі ходила легенда, що чорний колір кам'яниці надало втирання протягом багатьох років у фасад чорного соку від шкірок зелених волоських горіхів. Таємничість цієї кам'яниці полягає і в тому, що одна з теорій чорного кольору фасаду, яку, проте, не визнають провідні архітектори Львова, — це закопчення білого каменю пісковику сажею внаслідок багаторічного опалення кам'яниці дровами та вугіллям.

## Історія
Першим власником цієї кам'яниці, точніше тієї, яка стояла на місці теперішньої, був Андрій з Києва — тому її називали Київською. Наприкінці XVI століття представник львівського патриціанського роду Ян Лоренцович відкрив у цьому будинку одну з перших у Львові аптек. Тоді цей будинок називався Лоренцовичівським. Онука Яна Лоренцовича Регіна вийшла заміж за лікаря Мартина Анчевського, тому у XVII столітті кам'яниця називалася «докторською». Доктор Анчевський тоді ж прикрасив фасад будинку скульптурою свого патрона, Святого Мартина, який відрізає мечем полу свого плаща і віддає її жебракові. Тут ми бачимо також фігуру львівського святого Станіслава Костку, покровителя і захисника міста від пожеж. 
У 1883—1884 роках на кошти Каєтана Нікоровича проведена капітальна реставрація будинку за проєктом інженера Міхала Фехтера, але у значній мірі виконаний завдяки архітектору Александеру Піотровському. Тоді будинок змінив свій зовнішній вигляд. Між третім поверхом та старим аттиком був добудований четвертий поверх, при цьому люкарни даху перетворилися на вікна цього поверху, а форма даху змінена з двосхилого на плоский. 
Наступна реставрація відбулася у 1911 році на кошти останнього власника, адвоката Еміля Роїнського під керівництвом архітектора Едмунда Жиховича. Метою цієї реставрації було повернути пам'ятці первозданний вигляд. Тоді фасади чистили від нашарувань гіпсу і тиньку, відкрили їх скульптурний декор. 
У 1926 році «Чорна кам'яниця» як історична та художня пам'ятка перейшла у власність міста. Тоді тут вирішили влаштувати історичний музей міста Львова. У 1929 році під керівництвом архітектора Вавжинця Дайчака приміщення будинку були реставровані та пристосовані для зберігання музейної колекції. 22 вересня 1929 року у кам'яниці відбулося урочисте відкриття Історичного музею міста Львова. 

## Сучасність
У вересні 2016 року в ЗМІ з'явилася інформація, що Львівський історичний музей виграв грант Посольського фонду США збереження культурної спадщини на реставрацію будівлі в сумі 275 000 доларів США. Ще 29 300 доларів США є внеском музею (реально музей витратив на ремонти понад 60 000 доларів США). У результаті проведених робіт оновлено фасад, відремонтовано вестибюль, внутрішнє подвір'я та сходові клітки офіцини. У вестибюлі та в подвір'ї будинку з 14 листопада 2019 року відкрито «Львівський лапідарій» (експозиція кам'яних фрагментів архітектурного декору з давніх споруд Львова (переважно, що нині не існують).
На початку 2017 року на екран вийшов український комедійний серіал «Готель Галіція», де кам'яниця (використано лише фотографію фасаду) стала прообразом згаданого готелю, в якому живуть духи. 
14 листопада 2019 року кам'яниця була відкрита після трирічної реставрації. 
21 грудня 2020 року у будівлі відкрито експозицію відділу «Музей історії Львова» Львівського історичного музею. 